# Maschera facciale semplice

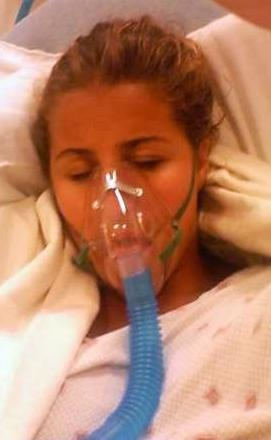
esempio di maschera facciale semplice

La maschera facciale semplice o maschera per ossigeno (o dell'ossigeno) è uno strumento per la somministrazione di ossigeno attraverso un'immissione diretta all'apparato respiratorio tramite il viso (naso e bocca).
Composta generalmente di plastica sagomata o silicone o gomma, in modo che possa ben aderire alla parte del viso umano comprendente naso e bocca, si mantiene applicata al volto con una cinghia o a mano. L'area potenzialmente coinvolta nel flusso della respirazione è stata calcolata essere di 0.4 metri dalla maschera.

## Utilizzo

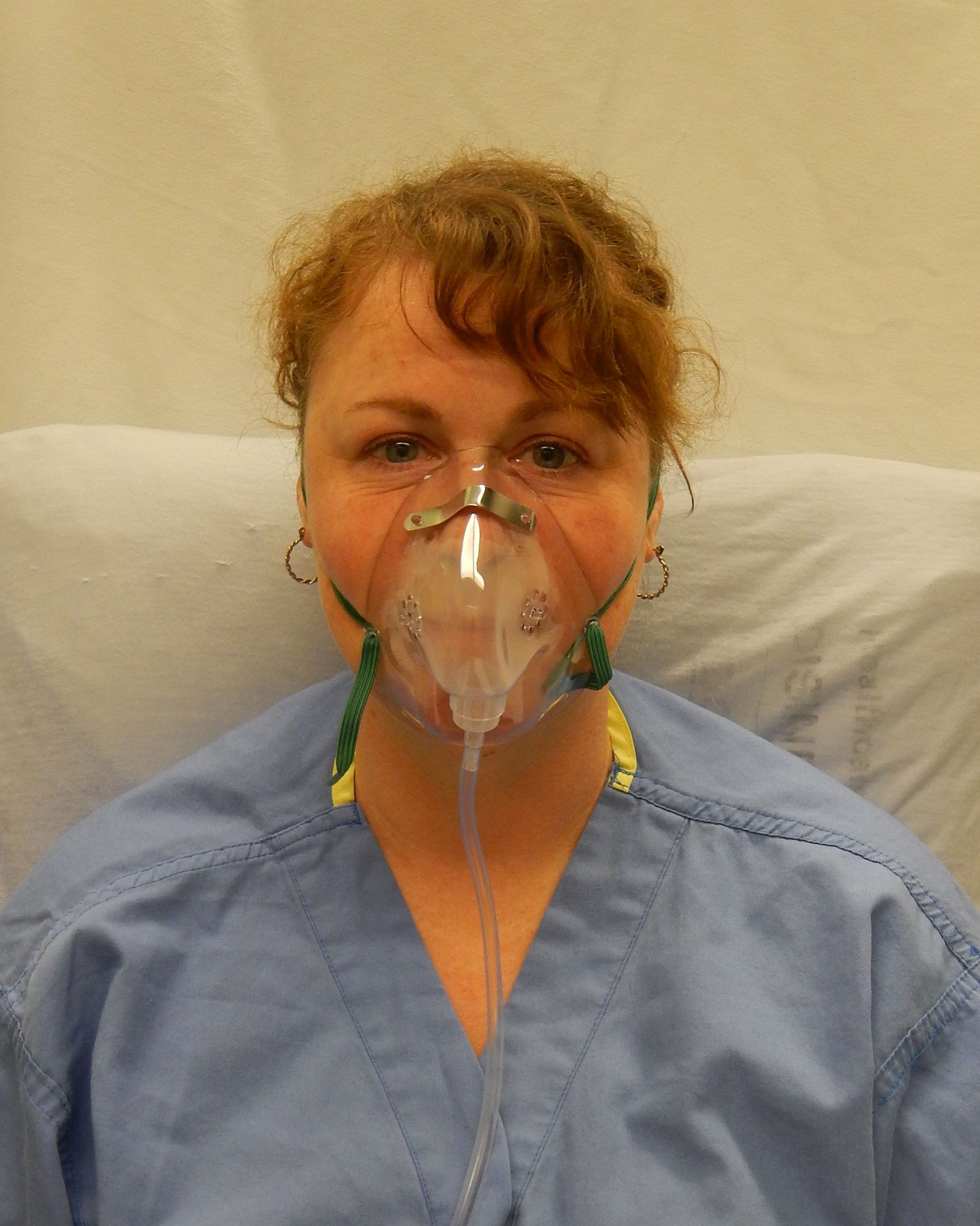
Esempio di maschera facciale semplice

Risulta molto pratica in ambito sanitario quando occorre ripristinare la quantità di ossigeno circolante nel sangue, come nel caso di broncopneumopatia cronica ostruttiva  o di deficit della ventilazione.
I piloti di aerei la utilizzano regolarmente durante i voli; inoltre negli aerei, in caso di emergenza, vengono utilizzate speciali maschere ad ossigeno per i passeggeri che cadono automaticamente in caso di depressurizzazione.
Anche nell'alpinismo si usano maschere ad ossigeno per sopperire alla carenza d'ossigeno in alta quota.